# Jan Kapica (polityk)
Jan Kapica (ur. 21 października 1924, zm. 15 sierpnia 1996) – polski działacz partyjny i spółdzielczy, w latach 1984–1990 przewodniczący Prezydium Wojewódzkiej Rady Narodowej w Koszalinie.

## Życiorys
Walczył w Armii Krajowej w stopniu oficera pod pseudonimem „Sokół”. Przez wiele lat związany z sektorem spółdzielczym, był wiceprezesem Wojewódzkiego Związku Gminnych Spółdzielni w Koszalinie. Działał w Zjednoczonym Stronnictwie Ludowym, a po przemianach ustrojowych kolejno w Polskim Stronnictwie Ludowym „Odrodzenie” i Polskim Stronnictwie Ludowym. W latach 1981–1988 kierował ZSL na poziomie województwa koszalińskiego. Zasiadał w Wojewódzkiej Radzie Narodowej w Koszalinie, od 8 czerwca 1984 do jej likwidacji 24 kwietnia 1990 pełnił funkcję przewodniczącego jej Prezydium.
Został pochowany na Cmentarzu Komunalnym w Koszalinie (kwatera P-6, rząd 1, grób 2).